# Филиппов, Николай Антонович

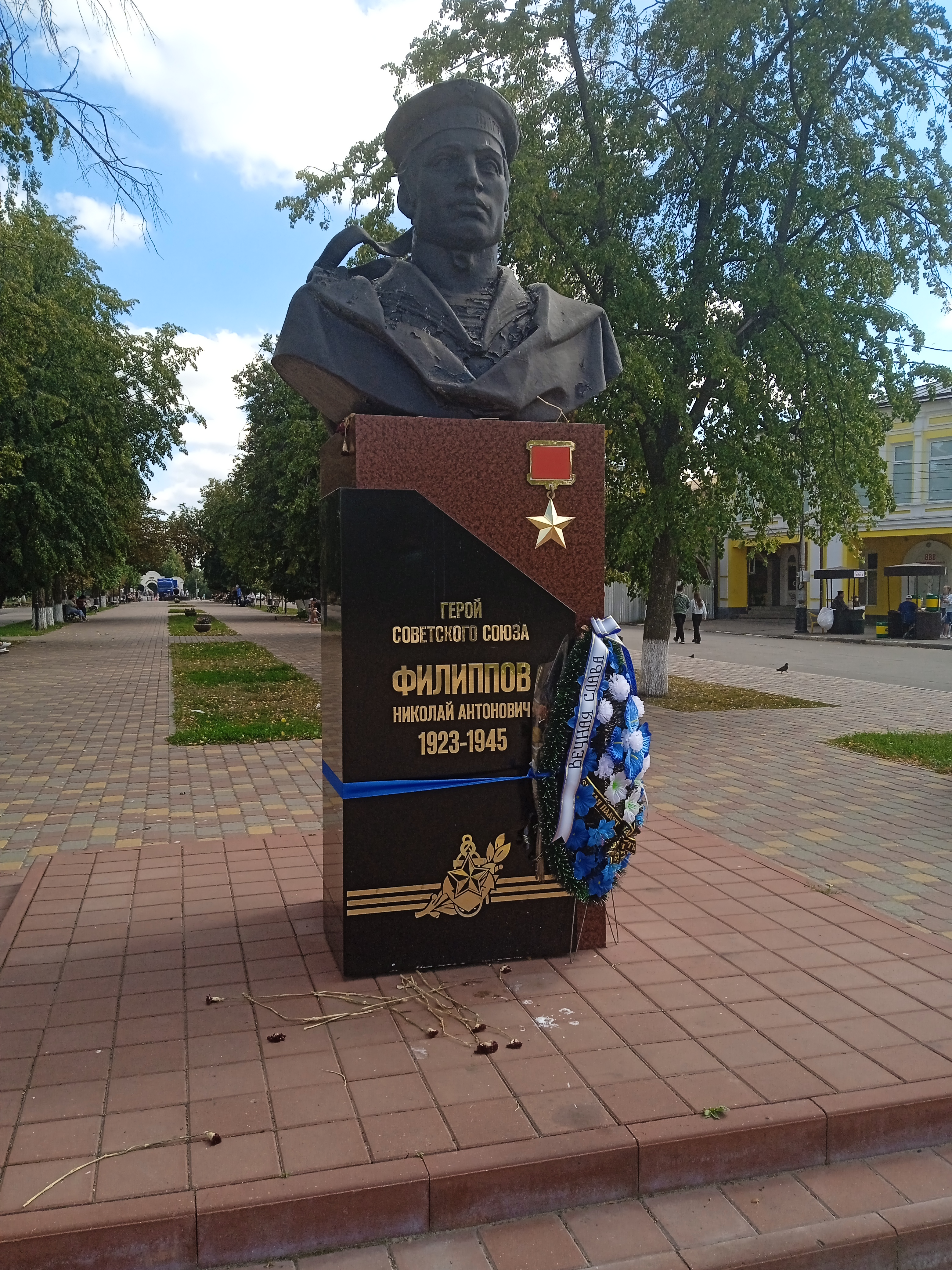
Бюст Филиппова Н.А. в г. Мичуринск

Николай Антонович Филиппов (1923—1945) — старший матрос Военно-морского флота СССР, участник Великой Отечественной войны, Герой Советского Союза (1945).

## Биография
Николай Филиппов родился в 20 февраля 1923 года в городе Козлов (ныне — Мичуринск). Окончил неполную среднюю школу. В 1941 году Филиппов был призван на службу в Военно-морской флот СССР. Учился в Ленинградском военно-морском училище, но не окончил его и добровольно ушёл на фронт. В боях был тяжело ранен.
К апрелю 1945 года старший матрос Николай Филиппов командовал полуглиссером «ПГ-105» 1-го отдельного отряда полуглиссеров 1-й Бобруйской Краснознамённой бригады речных кораблей Днепровской военной флотилии. Отличился во время Берлинской операции. На своём полуглиссере он переправлял через Шпрее передовые советские части, лично участвовал в боях за плацдарм и отражении контратак. 24 апреля 1945 года во время обратного рейса Филиппов был смертельно ранен, но перед смертью сумел довести полуглиссер до берега. Похоронен в братской могиле в городе Костшин-над-Одрой.
Указом Президиума Верховного Совета СССР от 31 мая 1945 года за «образцовое выполнение боевых заданий командования на фронте борьбы с немецкими захватчиками и проявленные при этом отвагу и геройство» старший краснофлотец Никола Филиппов посмертно был удостоен высокого звания Героя Советского Союза. Также был награждён орденами Ленина и Красной Звезды, медалью.
Навечно зачислен в списки лично состава воинской части. На родине героя в городе Мичуринске Тамбовской области установлен бюст, одна из улиц города носит имя Николая Филиппова, на одном из домов установлена мемориальная доска.